# Stig E. Friberg
Stig E. Friberg, född 1930 i Rimforsa är en svensk kemist, som till del varit verksam i USA.
Friberg studerade fysikalisk kemi vid Stockholms universitet under Arne Ölander och disputerade 1966. Friberg utsågs 1967 till Per Ekwalls efterträdare för Ytkemiska laboratoriet, och var chef när Ytkemiska Institutet strax därefter bildades ur laboratoriet. 1976 lämnade han chefsposten för att bli professor vid University of Missouri at Rolla. Han flyttade senare till Clarkson University i Potsdam, New York.
Fribergs forskningsområde är ytkemi, framför allt amfifila associationsstrukturer av ytaktiva ämnen.
Friberg invaldes 1974 som ledamot av Ingenjörsvetenskapsakademien. Slay. 